# Uchjoz EVT
Uchjoz EVT (del ruso: Учхоз ЗВТ) es un posiólok del ókrug urbano de la ciudad de Armavir, en el krai de Krasnodar de Rusia. Está situado al sur de la orilla izquierda del río Kubán, 6 km al oeste de Armavir y 163 km al este de Krasnodar.
Pertenece al ókrug rural Prirechni.